# 美馬市立郡里小学校
美馬市立 郡里小学校（みましりつ こうざとしょうがっこう）は、徳島県美馬市美馬町にあった公立小学校。

## 概要

### 基礎データ
所在地等
- 〒771-2104 美馬市美馬町字助松158番地

## 沿革
- 2005年（平成17年） - 町村合併のため美馬市立郡里小学校となる。
- 2017年（平成29年）3月31日 - 美馬市立喜来小学校・美馬市立重清東小学校・美馬市立重清西小学校・美馬市立芝坂小学校と統合し美馬市立美馬小学校が開校するのに伴い閉校。

## 校訓
- 至誠

## 交通
- JR徳島線貞光駅より藤西阿観光バス「美馬温泉」行「郡里小学校」前5分。